# Artur Szafrański
Artur Szafrański (Elbląg, 25 oktober 1971) is een voormalig Pools langebaanschaatser.
Szafrański nam vier keer deel aan de Europese - en eenmaal aan de wereldkampioenschappen allround. Tevens naam hij deel aan de Olympische Winterspelen van 1994. Hij haalde echter niet de finish van de 1500m.

## Resultaten
| Jaar | EK Allround | WK Allround | WK afstanden | Olympische Spelen | WK junioren |
| ---- | ----------- | ----------- | ------------ | ----------------- | ----------- |
| 1991 |             |             |              |                   | 12e         |
| 1992 | NC29e       |             |              |                   |             |
| 1993 | 9e          | DQ          |              |                   |             |
| 1994 | NC21e       |             |              | 1500m DNF         |             |
| 1995 | NC17e       |             |              |                   |             |
|      |             |             |              |                   |             |
| 1997 |             |             | 1500m 18e    |                   |             |

NC29 = niet gekwalificeerd voor de laatste afstand, maar wel als 29e geklasseerd in de eindrangschikking